# Tosca Hilbrands
Tosca Hilbrands (13 april 1984) is een Nederlands voormalig langebaanschaatsster die gespecialiseerd was op de sprint.
Haar debuut op het hoogste podium bij de senioren was bij het NK afstanden 2009. Ze deed daar mee aan de 500, 1000 en 1500 meter en finishte op die afstanden op een respectievelijk 11e, 16e en 21e plaats. Ze wist zich dat seizoen echter nog niet te plaatsen voor het NK sprint. Op het NK afstanden 2010 in Heerenveen, eindigde ze op de 500 meter een plaatsje lager dan in het jaar ervoor, ze schaatste met 39,88 echter wel een persoonlijk record. Op de 1000m finishte ze als 18e. Begin 2010 schaatste ze ook haar eerste en enige Nederlands kampioenschap sprint in Groningen. Ze startte echter alleen op de eerste dag en werd daardoor laatste.